# Beilicato di Dilmaç
Il Beilicato di Dilmaç (Dimleç o Demleç) fu un piccolo principato (in turco beilicato) nell'Anatolia orientale (parte dell'odierna Turchia) fondata nell'XI secolo.
Dopo la battaglia di Malazgirt nel 1071, le tribù vittoriose turcomanne guidate dai guerrieri Ghazi cominciarono a stabilirsi in Anatolia. Uno di questi guerrieri era Dilmaç oğlu Mehmet (figlio di Dilmaç). Dopo il Grande Impero selgiuchide conquistò la città di Bitlis la città fu affidata Mehmet tramitre l'ikta cioè, di proprietà non trasmissibile nel 1085. Dopo aver conquistato la vicina città di Erzen (ora frazione), Mehmet morì nel 1104. Durante il regno di suo figlio Togan Arslan, il beilicato non era più vassallo del Grande Impero selgiuchide. Nei primi anni del suo regno, Togan Arslan accettò la sovranità degli Artuqidi, insieme ai quali partecipò a una serie di operazioni militari contro i crociati, la più importante delle quali fu la Battaglia di Ager Sanguinis nel 1119, dove perse la vita Ruggero di Salerno. Dopo essersi assicurato l'indipendenza, dovette anche combattere contro altri beilicati turchi come Sökmenli e l'ex sovrano artuqide per difendere Bitlis dagli attacchi. Dopo la morte di Togan (1134?) I suoi successori combatterono contro la Georgia e i Danishmendidi. Quando i piccoli principati furono sostituiti da poteri maggiori, il beilicato dovette accettare la sovranità degli Ayyubidi, del Sultanato di Harzemshah, degli Ilkhanidi e di Tamerlano. Dopo il ritorno di Tamerlano, i turcomanni dell'Ak koyunlu conquistarono tutto il loro territorio probabilmente intorno al 1410.